# Bohuslavice, Šumperk
Bohuslavice là một làng thuộc huyện Šumperk, vùng Olomoucký, Cộng hòa Séc.